# Bjelošić
Bjelošić je naseljeno mjesto u općini Foča-Ustikolina, Federacija BiH, BiH. 
Godine 1950. pripojen je Previlima (Sl.list NRBiH, br.10/50), a godine 1962.